# Santa María del Páramo
Santa María del Páramo – gmina w Hiszpanii, w prowincji León, w Kastylii i León, o powierzchni 20,08 km². W 2011 roku gmina liczyła 3183 mieszkańców.